# Dirk Stikker
Dirk Uipko Stikker (Winschoten, 5 de febrero de 1897–Wassenaar, 23 de diciembre de 1979) fue un político y diplomático neerlandés, conocido por ocupar el cargo de secretario general de la OTAN entre 1961 y 1964 y por su trabajo como ministro de Asuntos Exteriores de los Países Bajos.

## Biografía
Estudió derecho en la Universidad de Groninga. Después de completar sus estudios, comenzó una carrera en el sector bancario y dirigió Heineken International entre 1935 y 1948.
Stikker tuvo una carrera política destacada, sirviendo como ministro de Asuntos Exteriores de 1948 a 1952. Fue cofundador del Partido de la Libertad (PvdV) y del Partido Popular por la Libertad y la Democracia (VVD).
Stikker fue embajador en el Reino Unido (1952-1958) y jefe de la Representación Permanente de los Países Bajos ante el Consejo del Atlántico Norte y la Organización Europea para la Cooperación Económica, predecesora de la OCDE (1958-1961).
En 1961, Stikker se convirtió en el tercer secretario general de la historia de la OTAN, cargo que ocupó hasta 1964. Durante su mandato, trabajó para fortalecer la alianza y promover la cooperación entre los países miembros.